# Балакіна Варвара Семенівна
Варвара Семенівна Балакіна (1907, місто Київ — ?) — радянська державна діячка, лікар, кандидат медичних наук (1941), доктор медичних наук (1952), директор Всесоюзного науково-дослідного інституту травматології і ортопедії імені Вредена в місті Ленінграді. Депутат Верховної ради СРСР 4-го скликання.

## Життєпис
У 1930 році закінчила 2-й Ленінградський медичний інститут.
З 1930 по 1936 рік працювала лікарем-травматологом на заводському здоровпункті та в лікарнях Ленінграда. 
З 1936 року — клінічний ординатор, молодший науковий співробітник, доцент Всесоюзного науково-дослідного інституту травматології і ортопедії в Ленінграді.
У 1941 році захистила дисертацію на здобуття наукового ступеня кандидата медичних наук на тему «Про реактивність травмованих суглобів до інфекції».
Під час німецько-радянської війни — голова хірургічного відділення евакуаційного госпіталю Червоної армії в місті Горькому.
Член ВКП(б) з 1943 року.
З 1945 року — доцент Всесоюзного науково-дослідного інституту травматології і ортопедії в місті Ленінграді.
У 1952 році захистила докторську дисертацію з тематики лікування внутрішньосуглобових переломів колінного суглоба. Зробила великий внесок у розробку питань відновного лікування ушкоджень, профілактики інвалідності від них, організації травматологічної допомоги.
У січні 1953 — 1977 року — директор Всесоюзного науково-дослідного інституту травматології і ортопедії імені Вредена в місті Ленінграді та головний травматолог Ленінграда.
З 1977 року працювала науковим консультантом Всесоюзного науково-дослідного інституту травматології і ортопедії імені Вредена в місті Ленінграді.

## Нагороди і відзнаки
- орден Леніна
- Заслужений діяч науки Російської РФСР (1975)